# CEメディアハウス
株式会社CEメディアハウスは、日本の出版社。カルチュア・エンタテインメントの連結子会社。旧社名は「株式会社CCCメディアハウス」。

## 概要
2014年10月に株式会社阪急コミュニケーションズの会社分割により『ニューズウィーク日本版』、『フィガロジャポン』、『Pen』といった雑誌媒体や書籍等のコンテンツを継承した新設会社（株式会社CCCメディアハウス）として設立され、同日付でカルチュア・コンビニエンス・クラブ株式会社の子会社となる。2014年12月カルチュア・コンビニエンス・クラブ株式会社の会社分割によりカルチュア・エンタテインメント株式会社の子会社となる。2025年4月にその略称を冠した「CEメディアハウス」に社名変更した。

## 発行雑誌
- Pen（毎月28日発売） - 男性向け生活情報誌。
- FIGARO japon（毎月20日発売） - 女性ファッション誌。
- ニューズウィーク日本版（毎週火曜日発売）

## 主な発行書籍
- 増田宗昭『知的資本論』[7] 『増田のブログ』[8]
- James Webb Young『アイデアのつくり方』
- 加藤昌治『考具』[9]
- Tina Seelig『20歳のときに知っておきたかったこと』[10]

## WEBメディア
- ニューズウィーク日本版
- madame FIGARO.jp
- Pen Online
- Pen Online国際版
- WEB大人の名古屋